# Apple II Plus
Apple II Plus是Apple II系列中的第2个产品。
Apple II Plus有48KB内存，可借由能安装在第0槽的语言卡扩充至64KB。苹果所采用的6502微处理器支持最大64KB内存，而含有48KB内存的机器已达到此上限－因为包含另外的16KB只读内存（ROM）和I/O位址。因此，语言卡中的扩充内存可暂时“盖过”内置的ROM，并将代码读入该段内存，以使用ROM相同的方式使用它。借此，用户可将Integer BASIC从磁盘读入语言卡内存中，并使用DOS 3.3的INT和FP指令切换使用Integer BASIC或Applesoft BASIC“方言”，如同切换ROM扩充卡一般。若要使用苹果公司几乎于同一时间推出的两种编程语言－UCSD Pascal与FORTRAN 77编译器，语言卡也是必备配备。这些软件需在叫做UCSD-P系统的非DOS系统下运行，它有自己的磁盘格式，并包含一“虚拟机器”使其可以在多种不同硬件上运行。
Apple II Plus的ROM中包含Applesoft BASIC编程语言。这个由微软编写的BASIC“方言”最初曾做为升级推出，支持浮点运算（但与Steve Wozniak的Integer BASIC相比，其运行速度明显较慢）。最终它成为苹果电脑的标准BASIC语言。
如同Apple II，Apple II Plus不支持小写输入。键盘上的所有按键只能打出大写字母。在ROM中内置的字型裡亦没有小写字母。（注意键盘上没有大写锁定键。）为了显示小写字母，有些软件会以较慢的高分辨率图像模式运行，并采用自行设计的字型，而不使用较快的文字模式（直接采用ROM中的字型）。另一些软件则使用反转文字模式以显示打印出来会是小写的文字。另外，用户也可以安装内含小写字体的ROM或购买第三方厂商的80行卡。其中“Videx Videoterm”卡与其复制品特别普遍。至于小写输入，由于无法侦测Shift键是否按下，因此有一种“一线Shift键修改”被应用（连接Shift键至主板上的摇杆控制器上的其中一根针脚。）兼容的程序（包括几乎所有的文书处理软件）可借此侦测Shift键是否被按下。然而，由于此修改需要靠焊接，因此只有少部份狂人会使用。为此，支持小写的软件大多亦可用ESC键代替该修改的功能。